# Colfontaine

Colfontaines vapen

Colfontaines läge inom provinsen Hainaut

Colfontaine är en kommun i provinsen Hainaut i regionen Vallonien i Belgien. Colfontaine hade 20 044 invånare per 1 januari 2008.